# PalaColombo
Il Palazzetto dello Sport di Ruvo di Puglia, detto anche PalaColombo, è un'arena coperta di Ruvo di Puglia.
Ospita gli incontri casalinghi del Ruvo di Puglia Basket, squadra di pallacanestro di Serie B (pallacanestro maschile), e delle formazioni ruvesi di calcio a 5. È dotato di circa 1.750 posti a sedere.

## Storia

Veduta interna del Palazzetto dello Sport di Ruvo di Puglia

Il PalaColombo fu costruito per i XIII Giochi del Mediterraneo di Bari 1997. Il PalaColombo ospitò il torneo femminile di pallacanestro.
Una sola volta il PalaColombo ha ospitato la nazionale italiana di pallacanestro per un incontro contro la Grecia, vinto dagli ellenici.
Nell'estate del 2010 ne è stata rinnovata completamente la superficie in parquet, in modo da ottemperare alle nuove disposizioni FIBA.
Negli ultimi anni del decennio 2010, il PalaColombo è stato interessato da restauri e dall'ammodernamento della struttura, con il completamento e la riapertura nel settembre del 2020.